# Генеральный штаб Императорского флота Японии
Главный штаб ВМС Императорской Японии  (яп.  Кайгун гунрэйбу)  (яп.  Оперативное управление ВМС) — наименование в 1889—1945 годах главного органа военного планирования ВМС Императорской Японии, занимавшегося как разработкой оборонительных оперативных планов, так и вопросами мобилизации, военной политики и военной разведки в интересах ВМС. До формирования в 1889 году. Главный штаб ВМС армией и флотом командовал Генштаб Сухопутных войск. Главный штаб ВМС размещался в Токио. Пост начальника занимал действующий адмирал, подчинявшийся напрямую императору, минуя министерство. После Вашингтонской морской конференции 1921—1922 годов образовались две фракции: «фракция договора» выступала за соблюдение подписанных соглашений, а «фракция флота» — за их отмену. В то время как Министерство флота было на стороне «фракции договора», генштаб поддерживал «фракцию флота». Главный штаб ВМС Императорской Японии упразднён в 1945 году, после поражения Японии во Второй мировой войне.

## Структура Главного штаба ВМС
Выдержка из Рескрипта о Главном штабе ВМС (1893):

§ 1. Функциями Главного штаба ВМС определить разработку оперативных планов боевого применения ВМС, береговой обороны метрополии и подготовку специалистов для штабов округов и флотов ВМС. Местоположением Главного штаба ВМС определить г. Токио.
§ 2. Кандидатура начальника Главного штаба ВМС утверждается Верховным главнокомандующим. Начальник Главного штаба несет ответственность за исполнение обязанностей советника Верховного главнокомандующего по военным вопросам. Начальником Главного штаба ВМС может быть старший офицер ВМС в ранге адмирала или вице-адмирала.
§ 3. В компетенции Главного штаба ВМС находятся вопросы стратегического и оперативного характера. Административные решения доводятся до командующих округами и флотами ВМС в мирное время через Министерство, в военное время — напрямую.
§ 4. Главным штабом ВМС доводятся до командующих округами и флотами ВМС рескрипты Верховного главнокомандующего.
§ 5. Для оформления и рассылки приказов при начальнике Главного штаба ВМС находятся два адъютанта в чине капитан-лейтенанта
§ 6. В составе Главного штаба ВМС формируются управления: 1-е (оперативно-плановое и береговой обороны) и 2-е (разведывательное и боевой подготовки)
§ 7. Начальниками управлений назначаются офицеры ВМС в чине не ниже капитана 1-го ранга. Штат 1-го управления составляет одну штатную единицу капитана 3-го ранга и четыре штатных единицы капитан-лейтенанта. Штат 2-го управления составляет одну штатную единицу капитана 3-го ранга, три штатных единицы капитан-лейтенанта, по одной штатной единице инженер-капитана 3-го ранга и инженер-капитан-лейтенанта.
§ 8. Число прикомандированных к Главному штабу ВМС офицеров определить в четыре штатных единицы не ниже капитан-лейтенанта.
§ 9. Число атташе ВМС при зарубежных дипломатических миссиях определить в восемь штатных единиц не ниже капитан-лейтенанта.
§ 10. Численность архива ВМС определить в одну штатную единицу капитан-лейтенанта.
§ 11. Кроме вышеперечисленных управлений сформировать секретариаты: секретариат Главного штаба в составе военного чиновника и пяти секретарей; секретариат 2-го управления штаба в составе технического специалиста и трех секретарей.

### Первоначальная структура Главного штаба ВМС (1893)
- - Начальник Главного штаба (адмирал/вице-адмирал)
    - адъютанты — 2 чел. (капитан-лейтенант)

  -  1-е управление (оперативное и береговой обороны)
    - начальник управления (капитан 1-го ранга)
      - оперативный отдел (капитан 3-го ранга) — 2 сотрудника (капитан-лейтенант)
      -  отдел береговой обороны (капитан 3-го ранга) — 2 сотрудника (капитан-лейтенант)

  -  2-е управление (разведывательное и боевой подготовки)
    - начальник управления (капитан 1-го ранга)
      - разведывательный отдел (капитан 3-го ранга) — 3 сотрудника (капитан-лейтенант)
      - отдел боевой подготовки (инженер-капитан 3-го ранга) — 2 сотрудника (инженер-капитан-лейтенант).
      - военный чиновник и 5 секретарей

  -  Отдел военных атташе
    -  8 сотрудников (капитан-лейтенант)

  -  Прикомандированные офицеры
    -  3 сотрудника (капитан-лейтенант)

  -  Архив
    -  1 сотрудник (капитан-лейтенант)

  -   Секретариат
    -  технический сотрудник, 3 секретаря

## Структура

### Штабная структура Вооружённых сил
| Дата | Сухопутные войска                        | Дата                                     | ВМС                                      |              |
| ---- | ---------------------------------------- | ---------------------------------------- | ---------------------------------------- | ------------ |
| 1871 | Штабное управление Военного министерства | Штабное управление Военного министерства | Штабное управление Военного министерства |              |
| 1874 | Генштаб Сухопутных войск                 | 1884                                     | Военное управление Министерства ВМС      |              |
| 1874 | Генштаб Сухопутных войск                 | 1888                                     | Генштаб ВМС                              |              |
| 1893 | Императорская Ставка                     | Императорская Ставка                     | Императорская Ставка                     |              |
| 1893 | Генштаб Сухопутных войск                 | 1893                                     | Главный штаб ВМС                         |              |
| 1945 | (упразднены)                             | (упразднены)                             | (упразднены)                             | (упразднены) |

### Структура Главного штаба ВМС (1920—1940)
| Управления | Функции          | Отделы | Функции                      |
| ---------- | ---------------- | ------ | ---------------------------- |
| 1-е        | Оперативное      | 1-й    | Оперативный                  |
| 1-е        | Оперативное      | 2-й    | Боевой подготовки            |
| 2-е        | Плановое         | 3-й    | Кораблестроения и вооружений |
| 2-е        | Плановое         | 4-й    | Боевого применения ВМС       |
| 3-е        | Разведывательное | 5-й    | ВМС США                      |
| 3-е        | Разведывательное | 6-й    | ВМС Китая                    |
| 3-е        | Разведывательное | 7-й    | ВМФ СССР                     |
| 3-е        | Разведывательное | 8-й    | ВМС Великобритании           |
| 4-е        | Связи            | 9-й    | Связи                        |
| 4-е        | Связи            | 10-й   | Шифровальный                 |

## Начальники Главного штаба ВМС
| №                                                               | Знак различия | Чин           | Имя         | Портрет | В должности |
| --------------------------------------------------------------- | ------------- | ------------- | ----------- | ------- | ----------- |
| Начальники Главного штаба ВМС при императоре Мэйдзи (1868—1912) |               |               |             |         |             |
| 1                                                               |               | Контр-адмирал | Т. Ито      |         | 1889        |
| 2                                                               |               | Контр-адмирал | C. Арити    |         | 1889—1891   |
| 3                                                               |               | Контр-адмирал | Ё. Иноуэ    |         | 1891—1892   |
| 4                                                               |               | Вице-адмирал  | К. Накамута |         | 1892—1894   |
| 5                                                               |               | Вице-адмирал  | C. Кабаяма  |         | 1894—1895   |
| 6                                                               |               | Маршал ВМС    | С. Ито      |         | 1895—1905   |
| 7                                                               |               | Адмирал       | Х Того      |         | 1905—1909   |
| 8                                                               |               | Вице-адмирал  | Г. Идзюин   |         | 1909—1914   |
| Начальники Главного штаба ВМС при императоре Тайсё (1912—1925)  |               |               |             |         |             |
| 8                                                               |               | Вице-адмирал  | Г. Идзюин   |         | 1909—1914   |
| 9                                                               |               | Адмирал       | Х. Симамура |         | 1914—1920   |
| 10                                                              |               | Адмирал       | Г. Ямасита  |         | 1920—1925   |
| Начальники Главного штаба ВМС при императоре Сёва (1925—1945)   |               |               |             |         |             |
| 11                                                              |               | Адмирал       | К. Судзуки  |         | 1925—1929   |
| 12                                                              |               | Адмирал       | Х. Като     |         | 1929—1930   |
| 13                                                              |               | Вице-адмирал  | Н. Танигути |         | 1930—1932   |
| 14                                                              |               | Адмирал       | Х. Фусими   |         | 1932—1941   |
| 14                                                              |               | Адмирал       | О. Нагано   |         | 1941—1944   |
| 15                                                              |               | Адмирал       | С. Симада   |         | 1944        |
| 16                                                              |               | Адмирал       | К. Оикава   |         | 1944—1945   |
| 17                                                              |               | Адмирал       | С. Тоёда    |         | 1945        |